# Guembelia unicolor
Guembelia unicolor là một loài Rêu trong họ Grimmiaceae. Loài này được (Hook.) Buyss. mô tả khoa học đầu tiên năm 1883.